# Stade de Toumodi
 (avril 2025).
Si vous disposez d'ouvrages ou d'articles de référence ou si vous connaissez des sites web de qualité traitant du thème abordé ici, merci de compléter l'article en donnant les références utiles à sa vérifiabilité et en les liant à la section « Notes et références ».
Le stade de Toumodi est un stade de football de Côte d'Ivoire qui se situe dans la ville de Toumodi. Il peut accueillir 5 000 spectateurs.
C'est le stade dans lequel joue le club du Toumodi FC.